# P-keltische Sprachen
Als p-keltische Sprachen werden alle keltischen Sprachen bezeichnet, in denen der indoeuropäische Labiovelar /kw/ zum Labial /p/ vereinfacht wurde:

## Das Inselkeltische
Der britannische Zweig des Inselkeltischen sind die heute noch lebenden Sprachen Walisisch und Bretonisch. Letzteres wird jedoch auf dem Festland in der Bretagne gesprochen und  wurde von eingewanderten bzw. flüchtenden Kelten aus Cornwall dorthin gebracht. Kornisch ist seit dem 18. Jahrhundert ausgestorben, wurde aber in sehr geringem Maße wiederbelebt. Das Kumbrische ist ebenfalls ausgestorben.

## Das  Festlandkeltische
Drei der fünf belegten festlandkeltischen Sprachen gehören eindeutig zum p-Keltischen. Lepontisch, die älteste keltische Sprache aus dem 6. Jahrhundert v. Chr., Norisch und Galatisch. Das Gallische wird ebenfalls zum p-Keltischen gezählt, obwohl es Reste des älteren Phonems /kw/ aufzeigt, z. B. im Flussnamen Sequana (französisch Seine): Das Keltiberische ist zwar eine festlandkeltische Sprache, gehört aber zum q-Keltischen.

## Forschungsstand
Es ist in der Forschung jedoch umstritten, inwieweit die Einteilung der keltischen Sprachen in p-keltische und q-keltische Sprachen wirklich sinnvoll ist. Einerseits ist der phonologische Unterschied zwischen /kw/ bzw. /q/ und /p/  gering, andererseits würden auf diese Weise die goidelischen Sprachen und das Keltiberische in die eng gefasste Gruppe der q-keltischen Sprachen gelangen. Diese Sprachen unterscheiden sich  jedoch stark voneinander. Die p-keltischen Sprachen sind im Vergleich zueinander allerdings  homogener. Möglicherweise sind deshalb andere Kriterien, etwa die geografische Verteilung oder die Neigung zu Anlautmutationen, für eine grundsätzliche Einteilung der keltischen Sprachen geeigneter.